# Glabellula nobilis
Glabellula nobilis is een vliegensoort uit de familie van de Mythicomyiidae. De wetenschappelijke naam van de soort is voor het eerst geldig gepubliceerd in 1912 door Kertész.